# جون س. إتش لي
جون س. إتش لي (بالإنجليزية: John C. H. Lee)‏ هو عسكري أمريكي، ولد في 1 أغسطس 1887 في جنكشن سيتي في الولايات المتحدة، وتوفي في 30 أغسطس 1958 في يورك في الولايات المتحدة.

## وصلات خارجية
- جون س. إتش لي على موقع الموسوعة البريطانية (الإنجليزية)